# Nowy cmentarz żydowski w Boćkach
Nowy cmentarz żydowski w Boćkach – został założony na przełomie XIX i XX wieku. Pierwotnie zajmował powierzchnię około 2 ha. Został zniszczony przez nazistów podczas II wojny światowej, wskutek czego do naszych czasów zachowało się tylko kilka betonowych fragmentów nagrobków.